# Альховский, Давид Борисович
Альховский Давид Борисович (10 апреля 1912, Витебск — 1978, Ленинград, СССР) — советский живописец, член Ленинградского союза художников.

## Биография
Давид Борисович Альховский родился 10 апреля 1912 года в семье Бориса Абрамовича и Марии Семёновны Альховских. В 1934 году поступил в Ленинградский институт живописи, скульптуры и архитектуры при Всероссийской Академии художеств на факультет живописи. Занимался у Владимира Серова, Александра Любимова, Михаила Бернштейна. В 1940 году окончил институт по мастерской профессора Исаака Бродского с присвоением квалификации художника живописи. Дипломная работа — картина «Маяковский и молодёжь».
В 1940—1944 годах занимался в аспирантуре института. Участник выставок с 1940 года. Член Ленинградского Союза художников. Писал портреты, пейзажи, жанровые и исторические композиции, натюрморты. Автор картин «Новаторы» (1950), «Натюрморт с самоваром» (1956), «Из Озерков» (1957), «В саду» (1958), «Выступление В. И. Ленина на V съезде Советов» (1961), «К. Маркс, Ф. Энгельс и Женни Маркс» (1964) и др.
Скончался в 1978 году в Ленинграде.
Произведения Д. Б. Альховского находятся в музеях и частных собраниях в России, Франции, Израиле, США, Германии и других странах.

## Выставки
- 1954 год (Ленинград): Весенняя выставка произведений ленинградских художников.
- 1956 год (Ленинград): Осенняя выставка произведений ленинградских художников.
- 1957 год (Ленинград): 1917 - 1957. Выставка произведений ленинградских художников.
- 1958 год (Ленинград): Осенняя выставка произведений ленинградских художников.
- 1960 год (Ленинград): Выставка произведений ленинградских художников.
- 1961 год (Ленинград): «Выставка произведений ленинградских художников» открылась в залах Государственного Русского музея .
- 1964 год (Ленинград): Ленинград. Зональная выставка.
- 1976 год (Москва): Изобразительное искусство Ленинграда.